# Le Bonnet de laine
Le Bonnet de laine (The Wool Cap) est un téléfilm de Noêl américain réalisé par Steven Schachter et diffusé le 21 novembre 2004 sur TNT. C'est un remake de Gigot, le clochard de Belleville (Gigot) de Gene Kelly (1962).

## Fiche technique
- Titre original : The Wool Cap
- Réalisation : Steven Schachter
- Scénario : William H. Macy et Steven Schachter, d'après un scénario de Jackie Gleason
- Photographie : Guy Dufaux
- Musique : Jeff Beal
- Durée : 87 minutes
- Pays : États-Unis

## Distribution
- William H. Macy : Charlie Gigot
- Ned Beatty : le père de Charlie
- Keke Palmer : Lou
- Don Rickles : Ira
- Cherise Boothe : Arleen
- Marcia Bennett : Madame Gigot
- Tyrone Benskin : Clarence
- Julito McCullum : Jamal
- Catherine O'Hara : Gloria
- Lucinda Davis (en) : la sœur de Jamal

## Accueil
Le téléfilm a été vu par 4,17 millions de téléspectateurs lors de sa première diffusion.